# 로빈 레이몬드

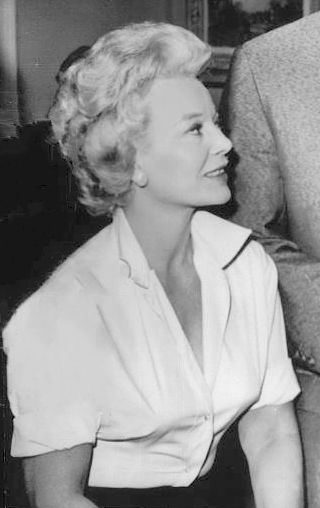

로빈 레이몬드(Robin Raymond, 1916년 10월 4일 ~ 1994년 6월 20일)는 미국의 배우, 영화배우이다.
일리노이주에서 태어났으며 로스앤젤레스에서 사망하였다.

## 영화
- 사이코 킬러 (1975년)
- 와일드 인 더 컨트리 (1961년)
- 하이 스쿨 컨디덴셜! (1958년)
- 감옥록 (1957년)
- 이유없는 의심 (1956년)
- 영 앳 하트 (1954년)
- 쇼처럼 즐거운 인생은 없다 (1954년)
- 애보트와 코스텔로- 크리스마스 쇼 (1952년)
- 와바시 애비뉴 (1950년)
- 레츠 페이스 잇 (1943년)
- 히스 버틀러스 시스터 (1943년)
- 쉽 아호이 (1942년)
- 자니 이거 (1942년)